# Parafia św. Jana Nepomucena w Rozwadzy
Parafia Świętego Jana Nepomucena w Rozwadzy – rzymskokatolicka parafia dekanatu Leśnica. Parafia została erygowana 23 czerwca 1983 roku. Jej obecnym proboszczem jest ks. mgr Tomasz Józkowicz. Mieści się przy ulicy Korfantego.

## Proboszczowie
| Lp. | Imię i nazwisko                    | Okres urzędowania | Okres urzędowania |
| --- | ---------------------------------- | ----------------- | ----------------- |
| 1.  | ks. mgr Józef Jureczek             | 17.09.1983        | 30.12.2019        |
| 2.  | ks. dr Tomasz Gajda p.o.           | 15.12.2019        | 12.01.2020        |
| 3.  | ks. ppłk dr Jerzy Niedzielski p.o. | 13.01.2020        | 29.01.2020        |
| 4.  | ks. mgr Tomasz Józkowicz           | 01.02.2020        | nadal             |

## Duchowni pochodący z parafii
- ks. Jerzy Tomeczek
- ks. Rajmund Porada
- ks. Andrzej Klimek
- o. Pius Tomeczek OFM
- s. Martina Mariola Drzymota